# 127 pr. n. št.

## Smrti
- Fraat II., veliki kralj Sasanidskega cesarstva (* okoli 147 pr. n. št.)
- Nikomed II. Bitinski (* ni znano)